# Riaz Ahmadali
Riaz Ahmadali is een Surinaams bandleider, toetsenist, arrangeur en muziekpedagoog. Hij geeft leiding aan het Yaadgaar Orchestra, de muziekformatie Elegance en gedurende enkele jaren aan The National Indian Orchestra of Suriname. Hij bracht meerdere cd's, dvd's en muziekboeken uit en richtte in 2014 zijn eigen muziekschool op.

## Biografie
Riaz  is een zoon van Bas Ahmadali, een vooraanstaand bestuurskundige en voormalig hoofd van het Bureau Decentralisatie. Een van zijn muzikale leermeesters was Hafieskhan Wagid Hosain. Zijn vrouw is de zangeres Sharda Ahmadali-Doekhie. De zangeres en musicus Ilhaam Ahmadali is hun dochter.
Hij is de oprichter en leider van het Yaadgaar Orchestra. Met het orkest werkte hij vijf jaar lang aan de documentaire 70 jaar Hindostaanse orkestmuziek in Suriname die in april 2020 werd uitgebracht op televisie en via YouTube. Met de band treedt hij op in Suriname en Nederland. Daarnaast geeft hij leiding aan de muziekformatie Elegance en van circa 2012 tot 2014 aan The National Indian Orchestra of Suriname.
Ahmadali is ook toetsenist en arrangeur. Hij ondersteunde anderen bij muziekopnames, zoals Tjait Ganga bij diens cd Mi swit' Sranan singi (2012), en bracht zelf ook meerdere cd's, dvd's en muziekboeken uit. Hij geeft zijn muziekkennis door aan de jeugd door onder meer in 2014 een muziekschool op te richten onder de naam Riyaz Music Institute. In 2015 maakte hij deel uit van de Commissie Koorscholen die het ministerie van Onderwijs, Wetenschap en Cultuur instelde om de culturele diversiteit in Suriname via muziek, dans en drama te verankeren.
Hij werd in 2017 met een Lifetime Achievement Award onderscheiden bij de uitreiking van de Special Music Achievement Awards. Hierop volgde in 2018 zijn opname als Ridder in de Ere-Orde van de Palm. Vervolgens kreeg hij in 2019 de Vier Leeuwenspeld toegekend door de gemeente Rotterdam. De speld is voorzien voor mensen die zich verdienstelijk hebben gemaakt binnen cultuur, muziek en educatie.